# Coteaux-de-l'ardèche
Un coteaux-de-l'ardèche  est un vin de pays français produit en Ardèche et dans quelques communes limitrophes du Gard. Il bénéficie d'une indication géographique protégée (IGP) dans le cadre de l'IGP Ardèche depuis 2011.

## Histoire
Cette dénomination date de 1968; et ses conditions de production ont été précisées en 1981. L'objectif de la viticulture ardéchoise, au début des années 1980, fut de sortir de la médiocrité des vins de tables. Dans ce cadre, 70 % du vignoble a été restructuré et les viticulteurs ont été les premiers en France à se lancer dans les vins de cépage. Cette mutation fut faite en collaboration avec les négociants bourguignons Georges Dubœuf et Louis Latour qui mirent leur poids économique au service de cette innovation.
Les vins de pays des Coteaux de l'Ardèche depuis le 1er août 2011 sont sous le régime des IGP (Indication géographique protégée) et sous le contrôle de l'INAO. Cette dénomination a été remplacée par l'indication géographique protégée « Ardèche » complétée du nom de l'unité géographique « Coteaux de l'ardèche » . Le cahier des charges est déposé sur le site du Ministère de l'Agriculture . La dénomination « vin de pays des coteaux de l'ardèche » peut être utilisée à condition de l'accompagner du logo européen de l'IGP.

## Situation géographique

### Orographie et géologie
L'Ardèche est une terre de contraste, entre sa montagne à l'ouest, ses plateaux et la vallée du Rhône. Les territoires bénéficiant de la dénomination « coteaux-de-l'ardèche » représentent ces différents terroirs : la bordure des Cévennes, le Haut-Vivarais, le plateau des Gras du Bas-Vivarais, la vallée du Rhône avec ses terrasses d'alluvions. « Selon les secteurs, la vigne côtoie le figuier ou le pin maritime, le châtaignier ou les lavandes, l’olivier ou le pin sylvestre. ». 
Ces vins sont issus de quatre grands types de terroirs : la terre de garrigue avec ses sols brun ou brun rouge, mêlés de calcaires marneux, ou de minces bancs plus argileux. Ces sols assurent une bonne réserve hydrique suffisante à la maturation. Viennent ensuite « des terroirs pentus composés de sols minces d’érosion marneuse ou marno-gréseuse, les collines aux sols sablo-argileux rouges et caillouteux, non calcaires, sur grès jurassiques très anciens, les sols caillouteux et profonds, de toute nature, d’une infinie variété : cônes d’éboulis au débouché des combes, anciennes terrasses alluviales caillouteuses, faysses aménagées à flanc de collines aux sols sablo-caillouteux ». Cette diversification permet d'obtenir des vins bien typés aux nuances liées « à la topographie, au microclimat, à la dureté du calcaire, à la nature des cailloutis, à l’apport de matériaux originaux comme les basaltes du massif volcanique du Coiron. ».

### Climatologie
L'Ardèche offre une forte diversité de climats. En effet, un climat tempéré caractérise le Nord du département alors que le Sud offre un climat plus méditerranéen. On peut citer par exemple :
- L'Ardèche verte ou haute Ardèche située au nord du département, comprise entre 350 m et 850 m d'altitude, est de climat tempéré, la vallée du Rhône se différenciant par des chutes de neige très rares et des orages moins violents ;
- L'Ardèche méridionale est caractérisée par un climat chaud et sec méditerranéen (la zone de culture de l'olivier s'étend jusqu'à Aubenas), en remarquant des extrêmes accentués par l'altitude dans les Cévennes ardéchoises ;
- toute la diversité des climats ardéchois se reflétant dans la vaste région du Coiron aux Boutières.

## Vignoble

### Présentation
Les coteaux-de-l'Ardèche représentent environ 2/3 des surfaces de vignes plantées dans le département. La récolte et la vinification doivent être réalisées sur le territoire des communes d'Ardèche incluses dans les cantons d’Antraigues-sur-Volane, d'Aubenas, de Bourg-Saint-Andéol, de Chomérac, de Joyeuse, de Largentière, de Rochemaure, de Thueyts, de Vallon-Pont-d'Arc, de Valgorge, de Vals-les-Bains, de Les Vans, de Villeneuve-de-Berg et de Viviers, ainsi que de quelques communes du Gard des cantons de Pont-Saint-Esprit, Barjac, et Saint-Ambroix.

### Encépagement
- vins rouges et rosés : cabernet franc N, cabernet-sauvignon N, caladoc N, carignan N, chatus N, cinsault N, gamaret N, gamay N, grenache N, marselan N, merlot N, pinot N, syrah N
- vins blancs : chardonnay B, clairette B, grenache B, marsanne B, muscat petits grains B, roussanne B, sauvignon B, ugni B, viognier B.

### Méthodes culturales et réglementaires
Le maximum de rendement a été fixé à 70 hl/ha (contre 120 hl autorisés) et chaque cuvée est soumise à une dégustation préalable.

### Terroir et vins
L'IGP, qui identifie et valorise un terroir viticole, a permis aussi de mettre en valeur un savoir-faire et une qualité déterminée par l'origine géographique. Dans le cadre de l'IGP Ardèche, l'IGP Coteaux-de-l’Ardèche, a pu développer une identité, fortement liée à son terroir.
Ses vins issus de sol à la géologie variée, se présentent dans une gamme étendue où se mêlent des vins de cépage et d'assemblage. Leur zone de production couvre 150 communes du sud du département pour l'IGP Ardèche avec mention Coteaux-de-l'Ardèche. La production oscille aux environs de 400 000 hectolitres par an.
Tous ces vins, en dépit de leurs différents terroirs sont élaborés pour mettre en valeur leur tempérament floral et fruité. Dans la partie méridionale, les vignes grâce au climat offrent des grappes ayant une maturité tannique parfaite qui se retrouve dans les vins.
La découverte de ces vins peut aussi se faire lors de la fête de la vigne et du vin, le 31 mai et 1er juin (Alba-la-Romaine), la fête des vignerons ardéchois, le 2 et 3 août (Ruoms), les fêtes des vins et du jumelage jumelées avec le marché aux vins, le 6 et 7 septembre (Saint-Péray) et le marché aux vins, le 6 et 7 décembre (Cornas). Les amateurs peuvent aussi parfaire leurs connaissances en visitant le musée Néovinum de Ruoms. 

### Structure des exploitations
Au sud de l'Ardèche, région où se trouvent 1 700 viticulteurs - dont 3 sur 4 sont coopérateurs et producteurs de vins de pays - la polyvalence règne dans l'agriculture où la viticulture est une activité complémentaire des vergers et des gîtes ruraux. En 1997, les viticulteurs s'unirent au sein de l'association 2000 vins d’Ardèche, réunissant à la fois des coopératives - une vingtaine - et des caves indépendantes. Alors que l'importance des caves indépendantes devient significative, 85 à 90 % de la production ardéchoise est toujours issue de la coopération.

### Type de vins et gastronomie
Ces vins présentent une grande originalité grâce à la diversité de leurs cépages. Les grenache et cinsault, se retrouvent le plus généralement, dans les vins rosés, qui se parent d'une robe de couleur rose pâle. Les vins rouges sont élaborés pour être souples, leur cépage principal est le merlot. À l'agitation, leur nez exhale une senteur de réglisse et de garrigues. Le chatus, cépage local indigène ancien, est à rechercher soit seul soit en assemblage. Il apporte une originalité tannique qui se marie très bien avec la cuisine ardéchoise. Les vins blancs sont essentiellement composés de grenache blanc, viognier et chardonnay. Ces cépages peuvent se vinifier seuls ou s'assemblent parfaitement entre eux. Ils permettent de déguster des vins qui offrent une structure équilibrée de fruits et de sucs doux.

### Commercialisation
L'Union des vignerons des coteaux de l’Ardèche (UVICA) est un groupement de 22 caves coopératives qui commercialise ses vins, depuis 30 ans, sous la marque Vignerons Ardéchois. Par ses techniciens, l'UVICA suit sa production de la parcelle de vigne jusqu'à sa commercialisation assurant, année après année, un produit de qualité. Les efforts de la profession ont été couronnés de succès, puisque les Coteaux-de-l'Ardèche sont commercialisés - parfois 20% plus cher - que d'autres IGP et certaines AOC.